# Der Giftpilz
Der Giftpilz – Ein Stürmerbuch für Jung u. Alt ist ein von Ernst Hiemer geschriebenes antisemitisches Kinderbuch, das 1938 von Julius Streicher im Nürnberger Verlag Der Stürmer herausgegeben wurde. Das 64 Seiten umfassende Buch enthält neben den Texten, die im Stile der nationalsozialistischen Propaganda geschrieben sind, ebenfalls antisemitische Zeichnungen von Philipp Rupprecht (unter dem Künstlernamen Fips).

## Inhalt
Das Buch soll Kinder im Geiste der nationalsozialistischen Propaganda erziehen. Es beginnt mit einer einleitenden Erzählung, in der eine Mutter ihrem Sohn beim Pilzesammeln davon erzählt, dass es auch unter den Menschen „Giftpilze“ gebe. Der Giftpilz unter den Menschen sei der Jude. Es schließen sich 15 Kapitel an, die sich jeweils mit einem „Aspekt“ des Judentums befassen. Jedes Kapitel endet mit einem kurzen Gedicht, in dem der Inhalt des Kapitels zusammengefasst wird. So wird beispielsweise beschrieben, woran man – im Sinne der nationalsozialistischen Rassenlehre – einen Juden erkennen könne. Beim Anblick eines Kruzifixes solle man, so die Ermahnung, „an den grauenhaften Mord der Juden auf Golgatha“ denken (Vorwurf des Gottesmordes). Ferner wird über die jüdische Religion behauptet, dass nach der Lehre des Judentums nur die Juden Menschen wären. Das Buch enthält ferner Geschichten, in denen sich jüdische Ärzte an deutschen Mädchen vergehen oder jüdische Rechtsanwälte und Händler Deutsche betrügen. Außerdem wird ein Zusammenhang zwischen Kommunismus und Judentum behauptet. Der Giftpilz schließt damit, dass es keine „anständigen Juden“ geben könne und dass es ohne die „Lösung der Judenfrage“ keine Rettung der Menschheit geben könne. Das letzte Kapitel des Buches befasst sich vor allem mit der Person Julius Streicher.

## Rezeption
Das Kinderbuch war eine Art Vorbote der beginnenden Judenverfolgung im Dritten Reich. Es griff gängige Vorurteile und antisemitische Ressentiments auf, die auf der damaligen Rassenlehre beruhten. Das Buch richtete sich vordergründig an junge Leser und gab ihnen Tipps, wie man einen Juden erkennen könne, beispielsweise an seinem Geruch, der im Buch als „widerlich“ und „süßlich“ beschrieben wird.
Das Buch erreichte eine Auflage von 60.000. Gelegentlich wurde es als Schulbuch eingesetzt. Von der Parteiführung hochgelobt, gilt es heute als Paradebeispiel für die antisemitische Agitation, die sich vor allem an Kinder und jugendliche Leser richtet. Dennoch wurde das Buch aufgrund seines plakativen und unglaubwürdig übertriebenen Antisemitismus auch von Teilen der SS und des SD nicht positiv, sondern sogar als „jugendgefährdend“ charakterisiert.
Im Nürnberger Prozess gegen die Hauptkriegsverbrecher wurde das Buch von der Anklage als Beweismittel gegen Streicher verwendet.

## Illegale Verbreitung
Der Onlineversandhändler Amazon sah sich scharfer Kritik ausgesetzt, weil das Nazipropagandabuch „Der Giftpilz“ auf seinen Seiten käuflich erworben werden konnte. Seit April 2020 ist es dort nicht mehr erhältlich.
Recherchen von Sebastian Heidelberger und Timo Robben für die Funk-Sendung STRG_F ergaben, dass der Versandhandel „Der Schelm“ Nachdrucke volksverhetzender Medien verkauft, darunter auch „Der Giftpilz“ und andere Nazipropaganda. Die Behörden ermittelten gegen den Versandhandel. Nach ihren Recherchen steht hinter der Versandsfirma der vorbestrafte Ex-NPD-Mann Adrian Preißinger, der nach Russland geflohen ist. Beim Versandhandel „Der Schelm“ gab es im Dezember 2020 eine Razzia der sächsischen Polizei.